# 2874 Jim Young
2874 Jim Young (1982 TH) là một tiểu hành tinh vành đai chính được phát hiện ngày 13 tháng 10 năm 1982 bởi E. Bowell ở Flagstaff (AM).